# Siemiany (województwo kujawsko-pomorskie)
Siemiany (do końca 2017 roku Siemiony) – kolonia w Polsce położona w województwie kujawsko-pomorskim, w powiecie włocławskim, w gminie Lubień Kujawski.
W latach 1975–1998 miejscowość administracyjnie należała do województwa włocławskiego.